# الحكومة السورية (أغسطس 1930)
الحكومة السورية التي تشكلت في 14 أغسطس 1930، هي الحكومة الثالثة عشر في تاريخ سوريا الحديث وسادس حكومات الدولة السورية وثاني حكومة يرأسها تاج الدين الحسني وقد احتوت على ثلاث أسماء من حكومته الأولى، وهي أقصر حكوماته عمرًا إذ استقالت في 27 أكتوبر 1930 أي بعد شهرين ونيّف من إعلان تشكيلتها، إذ إنها تشكلت في مرحلة كانت البلاد تعمها المظاهرات المنددة بعدم دعوة الهيئات الناخبة لانتخاب مجلس نيابي عملاً بأحكام الدستور الذي صاغته جمعية تأسيسية منتخبة في عهد حكومة الحسني الأولى عام 1928، ومن ثم رفض المفوض الفرنسي نشره بحجة مخالفته للانتداب حتى 14 مايو 1930 بعد أن أضاف إليه مادة هي «المادة 116» والتي تنصّ على إيقاف مفاعيل أي مادة في هذا الدستور تخالف صك الانتداب وذلك حتى نهاية الانتداب. ويمكن القول في ظل صغر المدة الزمنية التي تولت بها هذه الحكومة شؤون البلاد، أنها أشبه بحكومة مؤقتة، علمًا أن الحسني هو من شكّل الحكومة التالية، وهي آخر حكوماته كرئيس للدولة السورية. وقد فشلت هذه الحكومة في تخفيف المطالبات الشعبية، المتعلقة بالدعوة لانتخابات عامة، وهي الصلاحية المحتكرة من قبل المفوض السامي الفرنسي بموجب صك الانتداب الذي كانت قد أقرته الحكومة السورية عام 1920 ثم أقرته عصبة الأمم عام 1922. وإلى جانب الاحتجاجات الشعبية فقد تعرضت هذه الحكومة لمعارضة قوية من قبل «الكتلة الوطنية» التي أعلنت عن ميلادها رسميًا خلال تلك الفترة.

## تشكيلة الحكومة
- تاج الدين الحسني، رئيس الدولة السورية.
- بديع مؤيد العظم، وزيرًا للداخلية.
- شاكر الحنبلي، وزيرًا للحربية.
- محمد كرد علي، وزيرًا للثقافة والمعارف.
- توفيق شامية، وزيرًا للأشغال العامة.
- عبد القادر الكيالي، وزيرًا للزراعة.